# Smartwings Poland
Smartwings Poland колишня Travel Service Polska Sp. z oo — польська чартерна авіакомпанія, базована у Варшаві, Польща. Авіакомпанія розпочала свою діяльність у травні 2012 р. з Варшавського аеропорту Шопен. Travel Service Poland — є сестринською компанією щодо чеської авіакомпанії Travel Service Airlines.

## Дистанції

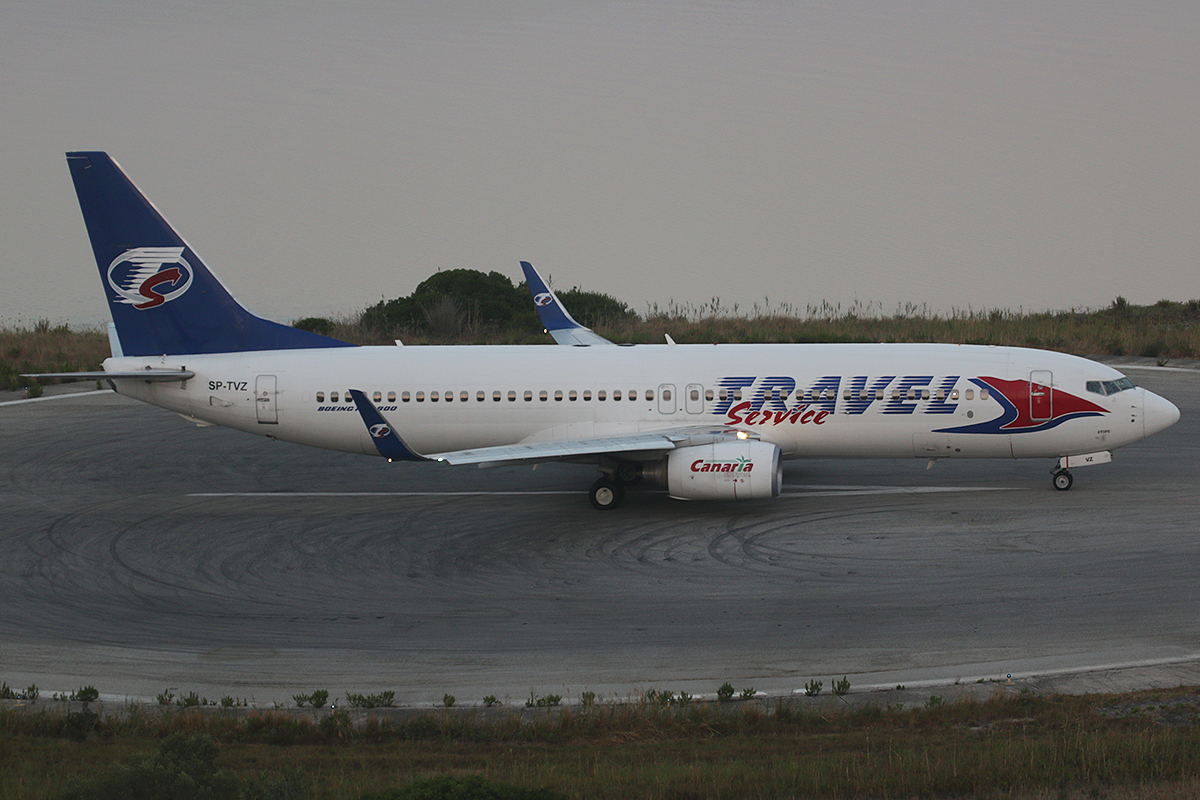
Travel Service Polska Boeing 737-800

### Африка
Єгипет
- Шарм-ель-Шейх (аеропорт)

Марокко
- Агадір (аеропорт)

Туніс
- Енфіда-Хаммамет (аеропорт)

### Азія
Грузія
- Батумі (аеропорт)

Ізраїль
- Тель-Авів (аеропорт)

Шрі-Ланка
- Коломбо (аеропорт)

Таїланд
- Крабі (аеропорт)

Туреччина
- Анталія (аеропорт)
- Міляс-Бодрум (аеропорт)

Об'єднані Арабські Емірати
- Рас-ель-Хайма (аеропорт)

### Європа
Албанія
- Тирана (аеропорт)

Болгарія
- Бургас (аеропорт)
- Варна (аеропорт)

Хорватія
- Спліт (аеропорт)

Кіпр
- Ларнака (аеропорт)

Греція
- Іракліон (аеропорт)
- Кавала (аеропорт)
- Родос (аеропорт)
- Салоніки (аеропорт)

Італія
- Катанія (аеропорт)
- Палермо (аеропорт)

Польща
- Гданськ (аеропорт)
- Катовиці (аеропорт)
- Лодзь (аеропорт)
- Познань (аеропорт)
- Варшава-Шопен
- Вроцлав (аеропорт)
- Бидгощ (аеропорт)

Португалія
- Мадейра (аеропорт)
- Лажеш

Іспанія
- Фуертевентура (аеропорт)
- Гран-Канарія (аеропорт)
- Пальма-де-Мальорка (аеропорт)
- Тенерифе-Південний (аеропорт)

## Флот
Флот Travel Service Polska на листопад 2017:
| Тип            | В дії | Замовлено | Пасажирів | Пасажирів | Пасажирів | Примітки                                                             |
| Тип            | В дії | Замовлено | Клубні    | Економ    | Разом     | Примітки                                                             |
| -------------- | ----- | --------- | --------- | --------- | --------- | -------------------------------------------------------------------- |
| Boeing 737-800 | 4     | —         | –         | 189       | 189       | Використовує ліврею SmartWings Три борта в оренді у Sunwing Airlines |
| Разом          | 4     | —         |           |           |           |                                                                      |